# اسلام در یمن

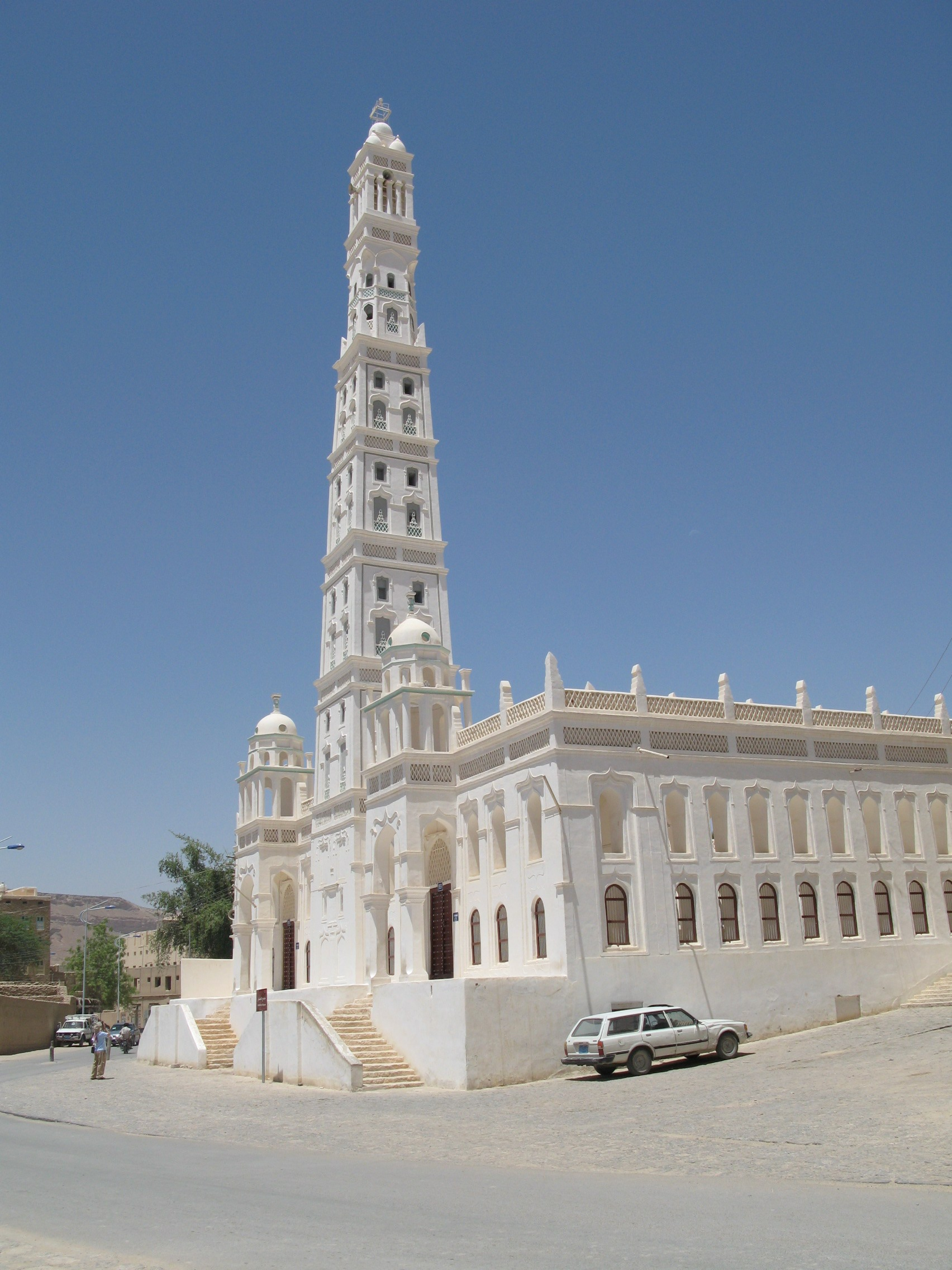
مسجد المحضر

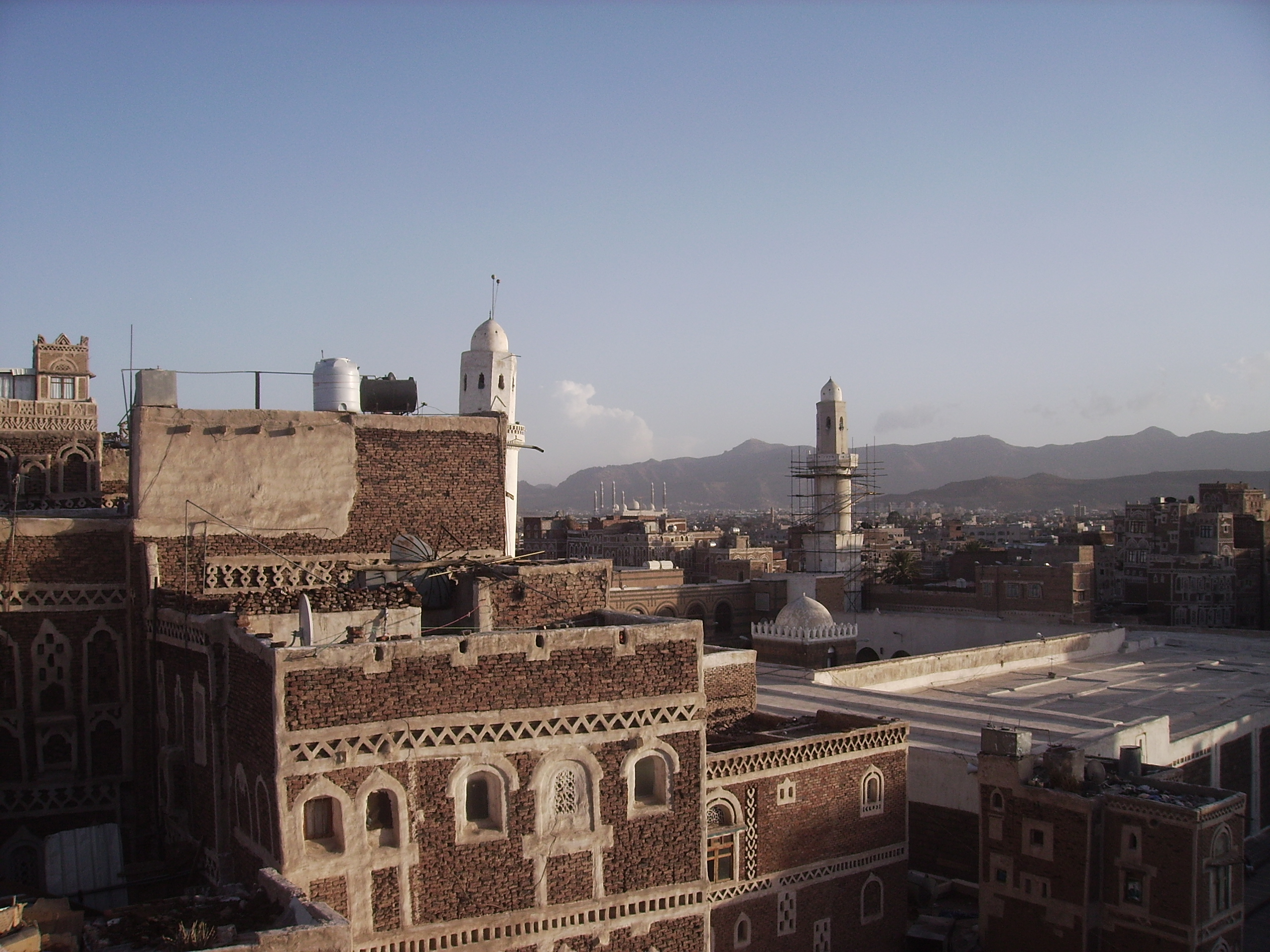
مسجد جامع صنعا

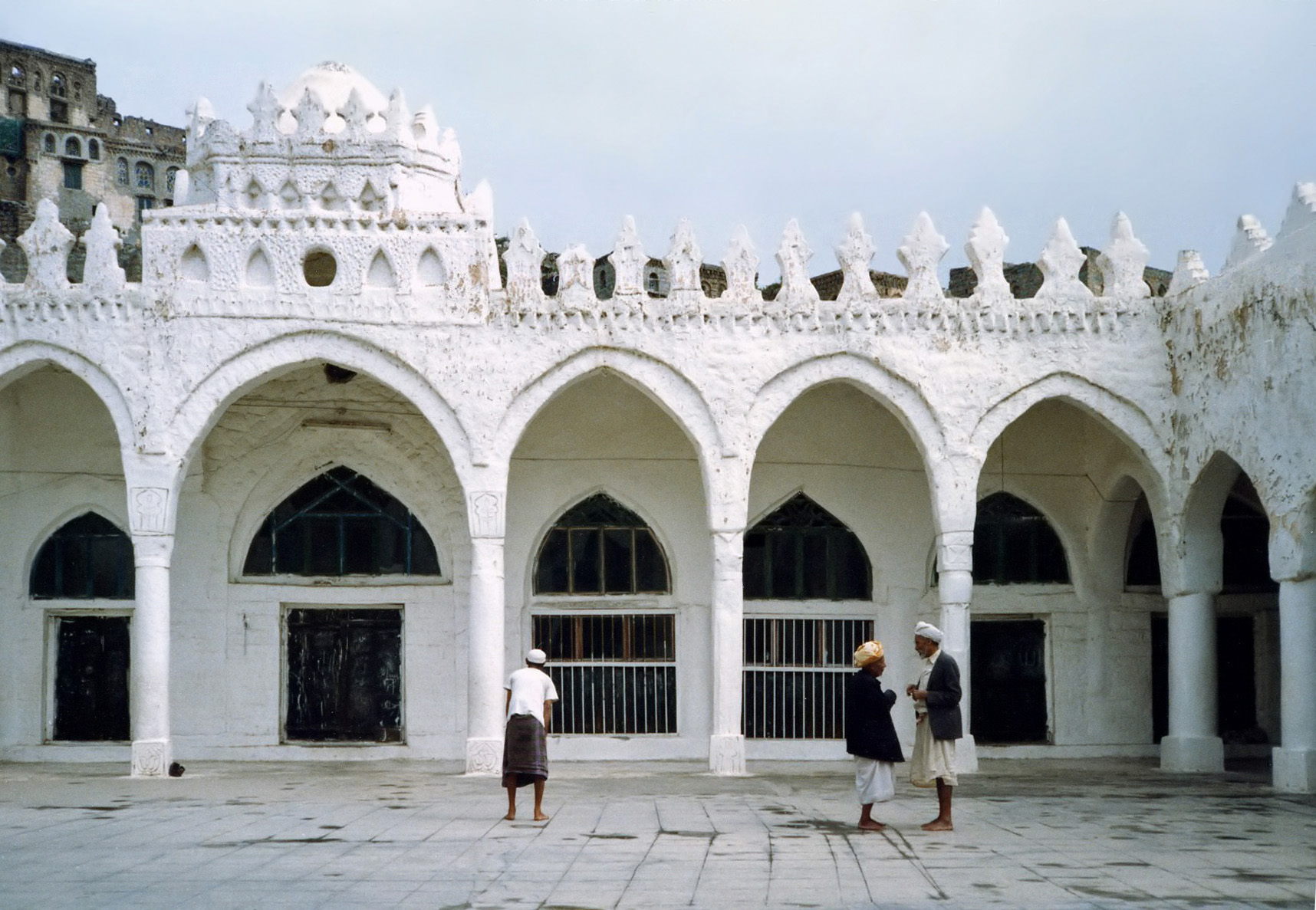
مسجد ملکه عروه در جبله

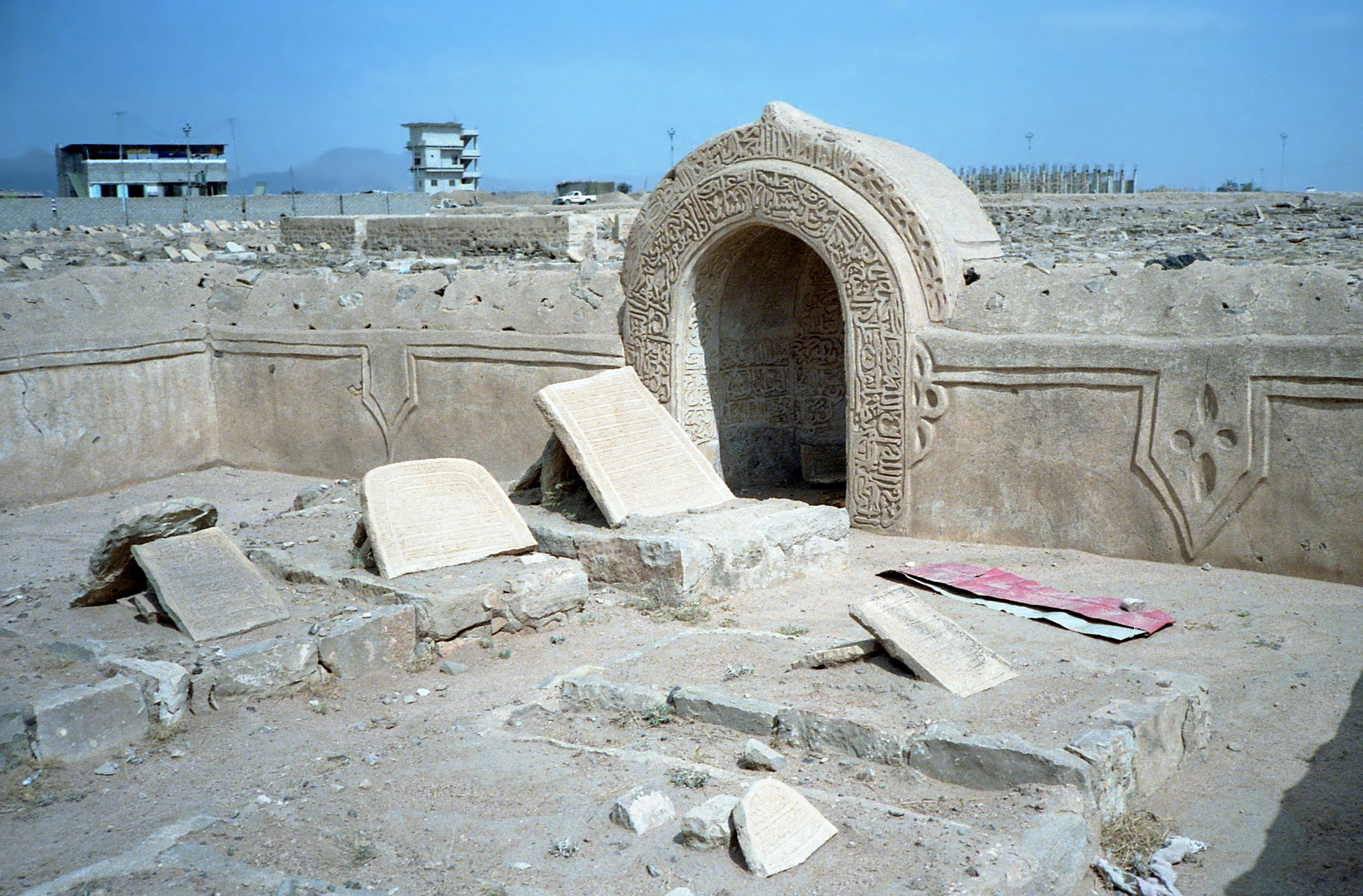
قبرستان در صعده

اسلام در یمن به حدود سال ۶۳۰ میلادی برمی‌گردد، زمانی که توسط علی ابن ابی‌طالب معرفی شد و فتح آن را در زمانی که محمد هنوز زنده بود، نهایی کرد. در این دوره بود که مساجد جناد (نزدیک تعز) و مسجد جامع صنعا ساخته شدند. یمنی‌ها به دو گروه مذهبی اصلی اسلامی تقسیم می‌شوند: ۶۵٪ سنی و ۳۵٪ شیعه. برخی دیگر تعداد شیعیان را ۳۰٪ اعلام کرده‌اند. فرقه‌ها به شرح زیر است: ۶۵٪ عمدتاً شافعی و سایر فرقه‌های اسلام سنی. ۳۳٪ فرقه زیدی شیعه، ۲٪ فرقه جعفری و طیبی اسماعیلیه شیعه. یمن محل سکونت جامعهٔ بهرهٔ سلیمانیه، زیرمجموعه‌ای از اسماعیلیه مستعلوی طیبی، است. سنی‌ها عمدتاً در جنوب و جنوب شرقی کشور ساکن هستند، زیدی‌ها عمدتاً در شمال و شمال غربی هستند و جعفری‌ها در مراکز اصلی شمال مانند صنعا و مأرب ساکن هستند. در شهرهای بزرگتر جوامع مختلط وجود دارد.
طبق نظرسنجی‌های WIN/Gallup International، یمن مذهبی‌ترین جمعیت را در بین کشورهای عربی دارد و همچنین یکی از مذهبی‌ترین جمعیت‌ها را در سراسر جهان دارد.

## جمعیت
زیدی‌های مناطق کوهستانی شمالی، قرن‌ها بر سیاست و زندگی فرهنگی در شمال یمن تسلط داشتند؛ با اتحاد یمن و اضافه شدن جمعیت تقریباً کاملاً سنی جنوب، تعادل عددی به طرز چشمگیری از زیدی‌ها دور شده است. با این وجود، زیدی‌ها هنوز هم در دولت و به‌ویژه در واحدهای سابق یمن شمالی در نیروهای مسلح، حضور پررنگی دارند.
مقامات حوثی در صنعا رسماً مقررات جدیدی را در مورد جمع‌آوری و استفاده از زکات، که وظیفه اسلامی افراد برای اهدای هرسالهٔ بخشی از ثروت خود به امور خیریه است، وضع کرده‌اند. این آیین‌نامه اجرایی که توسط مهدی المشاط، رئیس شورای عالی سیاسی (SPC) تحت کنترل حوثی‌ها امضا شده است، مالیات خمس (به معنای تحت‌اللفظی «یک پنجم» یا ۲۰ درصد) را بر فعالیت‌های اقتصادی مربوط به منابع طبیعی در مناطق تحت کنترل این گروه در یمن، که شامل بیشتر مناطق شمالی یمن است که حدود ۷۰ درصد از جمعیت در آن زندگی می‌کنند، وضع می‌کند.

## جامعه
مدارس دولتی، اسلام را آموزش می‌دهند اما ادیان دیگر را نه، اگرچه شهروندان مسلمان مجاز به تحصیل در مدارس خصوصی هستند که اسلام را آموزش نمی‌دهند. در تلاش برای مهار افراط‌گرایی ایدئولوژیک و مذهبی در مدارس، دولت اجازه تدریس هیچ درسی خارج از برنامه درسی مصوب رسمی را در مدارس خصوصی و ملی نمی‌دهد. از آنجا که دولت نگران است که مدارس مذهبی بدون مجوز از قوانین آموزشی رسمی منحرف شده و ایدئولوژی ستیزه‌جویانه را ترویج دهند، بیش از ۴۵۰۰ مورد از این مؤسسات را تعطیل کرده است و دانشجویان خارجی مشغول به تحصیل در آنجا را اخراج کرده است.